# Dona Eulália (Cuiabana)
Eulália da Silva Soares (Cuiabá, 13 de janeiro de 1934 — Cuiabá, 28 de outubro de 2024) foi uma cozinheira tradicional brasileira. Fundou o restaurante Eulália e Família. Tendo como seu quitute mais famoso, o bolinho de arroz, prato típico do Estado de Mato Grosso, chancelado pela Lei n° 10.514 de 18 de janeiro de 2017. — sua receita fez de Dona Eulália uma das principais referências gastronômicas da capital mato-grossense e recebendo prêmios, sendo eleito o melhor da cidade por júri gastronômico.

## Biografia

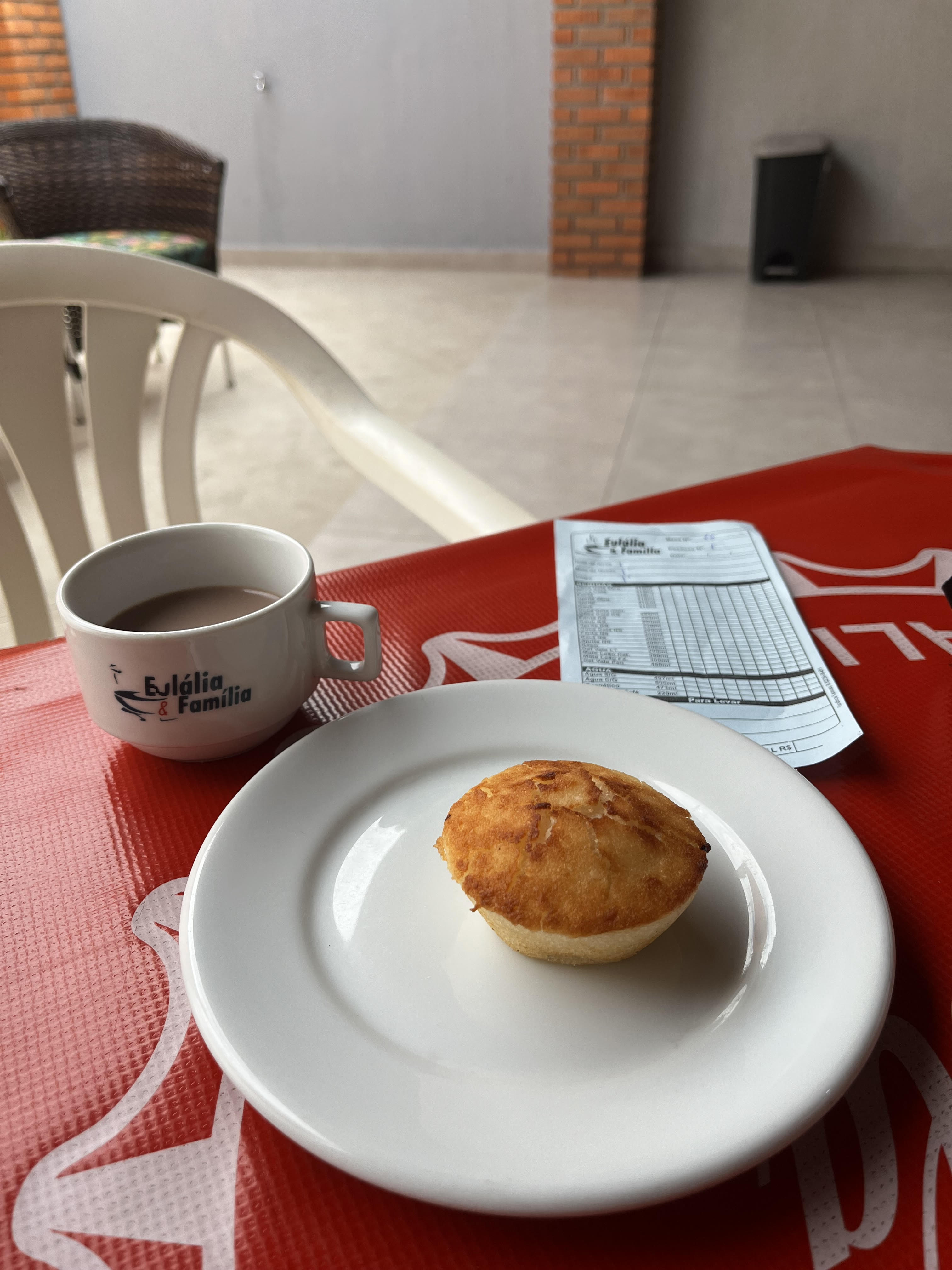
Bolinho de arroz de Dona Eulália

Dona Eulália nasceu em 13 de janeiro de 1934 na região rural do município de Cuiabá, na comunidade de Aricazinho. Na década de 1950, mudou-se com o seu então marido, Eurico Avelino Soares, para a capital, no bairro da Lixeira, buscando melhores oportunidades de trabalho para eles, e de educação para os seus 8 filhos.
Enfrentando dificuldades financeiras, Eulália precisava de alternativas para complementar a renda da casa, e foi então que decidiu comercializar os bolinhos de arroz. Feitos com arroz, mandioca, açúcar, manteiga, coco e canela, uma receita de família que havia há muitos anos aprendido com a sua tia. Após muitas tentativas até acertar o ponto, Dona Eulália começou a vender bolinhos de arroz no ano de 1956.
A princípio, Eulália comercializava os produtos de porta em porta, em frente de escolas na capital e na Igreja de São Benedito. Com o sucesso dos bolinhos, ela abriu no quintal de sua casa o espaço onde passou a vender os seus quitutes. Desde então, todos os dias, Eulália acordava às 3 horas da manhã para iniciar a preparação dos bolinhos de arroz.

## Morte
Dona Eulalia faleceu no dia 28 de outubro de 2024 aos 90 anos. Segundo sua família, ela começou a passar mal no dia 24 de outubro e foi internada dois dias depois

## Prêmios
| Ano       | Cerimônia                 | Categoria               |
| --------- | ------------------------- | ----------------------- |
| 2017-2018 | Veja Comer & Beber Cuiabá | Melhor bolinho de arroz |
| 2018-2019 | Veja Comer & Beber Cuiabá | Melhor salgado          |
| 2019-2020 | Veja Comer & Beber Cuiabá | Melhor bolinho de arroz |